# 閔荷生
闵荷生（1847年—1936年）字少窗，江西奉新人。清朝末年官员。

## 生平
闵荷生是光绪二年（1876年）进士；光绪三年五月，授內閣中書。后官户部主事、户部郎中、大名府知府。后来，他出任江西谘议局议员、资政院议员。